# Địa chất học hành tinh
Địa chất học hành tinh, hay còn được gọi là địa chất vũ trụ hoặc địa chất ngoài không gian, là một nhánh của khoa học hành tinh liên quan đến địa chất học của các thiên thể như là các hành tinh và các Mặt Trăng của nó, hành tinh nhỏ, sao chổi, và thiên thạch. Nghiên cứu về các đá của chúng tương tự như địa chất của Trái Đất.
Eugene Shoemaker được xem là người tạo ra một nhánh của thiên văn học (bây giờ được gọi là chương trình nghiên cứu địa chất vũ trụkhông gian) thuộc USGS. Ông đã có những cống hiến quan trọng trong lĩnh vực này và nghiên cứu về các miệng núi lửa, khoa học Mặt Trăng, các hành tinh nhỏ và sao chổi.
Trung tâm quan sát tại Barringer Meteor Crater gần Winslow, Arizona bao gồm cả bản tàng địa chất vũ trụ.